# Tu n'es que poussière
Tu n'es que poussière (By Any Other Name) est le vingt-deuxième épisode de la deuxième saison de la série télévisée Star Trek. Il fut diffusé pour la première fois le 23 février 1968 sur la chaîne américaine NBC.
Répondant à un signal de détresse, l'Enterprise est capturé par trois agents de l'Empire Kelvan, de la galaxie d'Andromède. Ceux-ci veulent retourner chez eux avec le vaisseau, prévoyant que le trajet durera 300 ans.

## Distribution

### Acteurs principaux
- William Shatner — James T. Kirk (VF : Yvon Thiboutot)
- Leonard Nimoy — Spock (VF : Régis Dubost)
- DeForest Kelley — Leonard McCoy
- Walter Koenig — Pavel Chekov
- James Doohan — Montgomery Scott
- Nichelle Nichols — Uhura

### Acteurs secondaires
- Barbara Bouchet - Kelinda
- Warren Stevens - Rojan
- Majel Barrett - Infirmière Christine Chapel
- Stewart Moss - Hanar
- Robert Fortier - Tomar
- Lezlie Dalton - Drea
- Carl Byrd - Lieutenant Shea
- Julie Cobb - Yeoman Thompson
- Frank da Vinci - Lieutenant Brent
- Eddie Paskey - Lieutenant Leslie
- William Blackburn - Lieutenant Hadley
- Roger Holloway - Lieutenant Lemli

## Résumé
L'Enterprise reçoit un signal de détresse les menant vers une planète inconnue. Sur celle-ci ils sont reçus par Rojan et Kelinda, deux être qui disent venir de l'empire Kelvan, situé dans la galaxie d'Andromède. Ceux-ci souhaitent revenir dans leur galaxie d'origine mais pour cela, ils ont besoin d'un vaisseau et décident de s'emparer de l'Enterprise. Après avoir immobilisé le capitaine Kirk et les membres d'équipage, ils prennent les commandes du vaisseau.
Toutefois Rojan a besoin de Kirk pour diriger l'équipage et le vaisseau. Spock tente d'utiliser ses pouvoirs de Vulcain afin de subjuguer télépathiquement Kelinda mais son esprit supérieur lui provoque un choc. En guise de représailles, Rojan transforme la Yeoman Thompson en cube de pierre et le réduit en poussière sous les yeux de Kirk. Afin de se faire téléporter sur le vaisseau avec le Docteur McCoy, Spock fait baisser la température de son corps simulant une maladie. Toutefois, Kelvan finit par téléporter tout le monde à bord de l'Enterprise, le vaisseau ayant été modifié afin de pouvoir atteindre la vitesse nécessaire pour rejoindre la galaxie d'Andromède. Et ce, même si le voyage est censé durer 300 ans.
Toutefois avant de quitter la galaxie où tous se trouvent, ils doivent passer au travers d'une barrière d'énergie et celle-ci avait déjà gravement endommagé le vaisseau avec lequel les kelviens sont venus. Spock et l'ingénieur Montgomery Scott pensent qu'il y a moyen de détruire le vaisseau à ce moment-là, ce qui empêcherait le kelviens de rejoindre Andromède et de revenir conquérir la galaxie. Toutefois Kirk les en empêche. Alors que l'Enterprise voyage vers Andromède, Rojan réduit le personnel qu'il juge inutile à l'état de blocs de pierre.
Les kelviens, à l'origine des êtres tentaculaires, ont pris forme humaine et commencent à s'habituer à cette forme au point de générer des sentiments humains. L'un d'entre eux, Tomar, commence à éprouver du plaisir en mangeant tandis que Kirk réussit à séduire Kelinda, ce qui rend Rojan jaloux, un sentiment qu'il n'avait jamais connu auparavant. Les membres de l'équipage décident d'en jouer et pendant que Kirk entame une liaison avec Kelinda, Scott rend Tomar ivre. Jaloux, Rojan finit par se battre contre Kirk. Celui-ci le met devant le fait accomplit : ils sont tous devenus plus humains que kelviens et leur descendant, une fois revenus dans la galaxie d'Andromède, seront considérés comme des parias. Kirk propose qu'ils fassent demi-tour et partent vivre sur la planète où l'équipage les a trouvés, la fédération leur apportant toute l'aide nécessaire à leur développement.

### Continuité
- Kirk fait référence aux pouvoirs télépathiques de Spock utilisés pour s'échapper d'Eminiar VII, ce qui est arrivé dans l'épisode Échec et Diplomatie.
- Le personnage d'Hikaru Sulu n'apparaît pas dans cet épisode.
- Dans l'épisode Reliques de la série dérivée Star Trek : La Nouvelle Génération il est fait mention de l'alcool vert bu par Scotty et Tomar et les kelviens sont cités dans l'épisode Où l'homme surpasse l'homme.